# 고촌중학교
고촌중학교(高村中學校)는 대한민국 경기도 김포시 고촌읍 신곡리에 있는 공립 중학교이다.

## 학교 연혁
- 2001년 3월 1일 : 초대 허형 교장 취임
- 2001년 3월 6일 : 제1회 입학식(4학급 123명)
- 2001년 5월 4일 : 개교기념식
- 2002년 2월 15일 : 제1회 졸업식(1학급 11명)
- 2023년 9월 1일 : 제8대 홍승모 교장 취임
- 2024년 1월 5일 : 제23회 졸업식(5학급 156명)
- 2024년 3월 4일 : 제24회 입학식(8학급 227명)

## 참고 자료
- 고촌중학교 - 한국교육학술정보원 학교알리미